# Färöische Fußballmeisterschaft 2007
Die Färöische Fußballmeisterschaft 2007 wurde in der Formuladeildin genannten ersten färöischen Liga ausgetragen und war insgesamt die 65. Saison. Sie startete am 1. April 2007 und endete am 27. Oktober 2007.
Aufsteiger B71 Sandur kehrte nach fünf Jahren in die höchste Spielklasse zurück, AB Argir war der 23. Teilnehmer dieser nach Einführung des Ligaspielbetriebs 1947. Somit spielten zum ersten Mal seit Färöische Fußballmeisterschaft 1977 mit AB, B36 Tórshavn und HB Tórshavn drei Vereine aus derselben Stadt in der ersten Liga (Argir wurde 1997 zu Tórshavn eingemeindet). Meister wurde NSÍ Runavík, die den Titel somit zum ersten Mal erringen konnten. Titelverteidiger HB Tórshavn landete auf dem vierten Platz. Absteigen mussten hingegen AB Argir nach einem Jahr sowie VB/Sumba nach zwei Jahren Erstklassigkeit.
Im Vergleich zur Vorsaison verschlechterte sich die Torquote auf 3,17 pro Spiel, was den niedrigsten Schnitt seit 2003 bedeutete. Die höchsten Siege erzielten EB/Streymur mit einem 6:1 im Heimspiel gegen VB/Sumba am 25. Spieltag, KÍ Klaksvík mit einem 5:0 ebenfalls im Heimspiel gegen VB/Sumba am zweiten Spieltag sowie GÍ Gøta mit 5:0 gegen Skála ÍF am 26. Spieltag.

## Modus
In der Formuladeildin spielte jede Mannschaft an 27 Spieltagen jeweils drei Mal gegen jede andere. Aufgrund der Vorjahresplatzierung trugen HB Tórshavn, EB/Streymur, B36 Tórshavn, KÍ Klaksvík und NSÍ Runavík ein zusätzliches Heimspiel aus. Die punktbeste Mannschaft zu Saisonende stand als Meister dieser Liga fest, die letzten beiden Mannschaften stiegen in die 1. Deild, die färöische Zweitklassigkeit, ab. Bei Punktgleichheit entschied nicht mehr der direkte Vergleich, sondern wie bereits zuvor die Tordifferenz, danach die erzielten Tore.

## Saisonverlauf

### Meisterschaftsentscheidung
EB/Streymur führte die Tabelle ab dem zweiten Spieltag an und gab diesen Platz bis zum elften Spieltag nicht mehr ab. Von den ersten acht Partien wurden sieben gewonnen, aus den nächsten vier Begegnungen folgte jedoch nur ein Sieg. Nach einem 1:2 bei Skála ÍF befanden sich B36 Tórshavn, NSÍ Runavík und EB/Streymur punktgleich an der Tabellenspitze. Da B36 daraufhin 1:2 bei AB Argir verlor, währenddessen NSÍ mit 1:0 gegen HB Tórshavn gewinnen konnte, wechselte die Führung erneut. Von den nächsten fünf Spielen gewann NSÍ vier und spielte eins unentschieden. Nach der 1:2-Heimniederlage am 19. Spieltag gegen Skála ÍF kam wieder B36 auf Platz eins, die ihrerseits sechs Siege in Folge feierten. Nach drei Unentschieden und nur einem Sieg aus den nächsten vier Spielen tauschten B36 und NSÍ zum letzten Mal die Plätze. Die Entscheidung um die Meisterschaft fiel am vorletzten Spieltag. Der NSÍ gewann sein Heimspiel gegen VB/Sumba mit 3:1 und konnte bei der gleichzeitigen 2:4-Niederlage des Tabellenzweiten B36 Tórshavn bei EB/Streymur den Titel somit vorzeitig erringen.

### Abstiegskampf
VB/Sumba gewann das Spiel am ersten Spieltag mit 1:0 gegen AB Argir. Die nächsten neun Spiele wurden allesamt verloren, ab dem fünften Spieltag wurde der letzte Platz belegt. Am zwölften Spieltag gelang mit einem 1:0 gegen KÍ Klaksvík der zweite und letzte Sieg in der Saison. Nach einer Reihe von Unentschieden konnte am 18. Spieltag der letzte Platz kurzzeitig verlassen werden, der Abstand zum Achtplatzierten betrug dort jedoch bereits zehn Punkte. Ab dem 19. Spieltag wurde bis zum Saisonende durchgängig der letzte Platz belegt. Nachdem am 23. Spieltag das direkte Duell gegen den Achtplatzierten B71 Sandur zu Hause mit 2:3 verloren wurde, stand die Mannschaft als erster Absteiger fest.
Nach zwei Niederlagen und einem Unentschieden zu Beginn der Saison belegte AB Argir am dritten Spieltag bereits einen Abstiegsplatz. Dieser konnte durch ein 2:0 bei Skála ÍF wieder verlassen werden. Nach acht sieglosen Spielen in Folge folgte erst am 13. Spieltag mit einem 2:1 gegen B36 Tórshavn der nächste Sieg. Nach fünf Niederlagen in Folge rutschte AB auf den letzten Platz, dieser konnte durch ein Unentschieden am folgenden Spieltag wieder verlassen werden, eine weitere Verbesserung der Platzierung gelang indes nicht. Am 25. Spieltag verlor der Aufsteiger sein Heimspiel gegen HB Tórshavn mit 1:2, womit der Klassenerhalt nicht mehr realisiert werden konnte.

## Abschlusstabelle
| Pl. | Verein           | Sp. | S  | U | N  | Tore    | Diff. | Punkte |
| --- | ---------------- | --- | -- | - | -- | ------- | ----- | ------ |
| 1.  | NSÍ Runavík      | 27  | 19 | 4 | 4  | 052:240 | +28   | 61     |
| 2.  | EB/Streymur      | 27  | 17 | 3 | 7  | 058:330 | +25   | 54     |
| 3.  | B36 Tórshavn (P) | 27  | 15 | 7 | 5  | 047:230 | +24   | 52     |
| 4.  | HB Tórshavn (M)  | 27  | 15 | 4 | 8  | 059:340 | +25   | 49     |
| 5.  | GÍ Gøta          | 27  | 11 | 5 | 11 | 046:530 | −7    | 38     |
| 6.  | Skála ÍF         | 27  | 10 | 4 | 13 | 024:400 | −16   | 34     |
| 7.  | KÍ Klaksvík      | 27  | 9  | 6 | 12 | 044:470 | −3    | 33     |
| 8.  | B71 Sandur (N)   | 27  | 9  | 5 | 13 | 039:490 | −10   | 32     |
| 9.  | AB Argir (N)     | 27  | 4  | 5 | 18 | 030:550 | −25   | 17     |
| 10. | VB/Sumba         | 27  | 2  | 5 | 20 | 027:710 | −44   | 11     |

Platzierungskriterien: 1. Punkte – 2. Tordifferenz – 3. geschossene Tore

| (M) | Meister des Vorjahrs           |
| (P) | Pokalsieger des Vorjahrs       |
| (N) | Neuaufsteiger aus der 2. Deild |

## Spiele und Ergebnisse
|              | AB  | AB  | B36 | B36 | B71 | B71 | EB/S | EB/S | GÍ  | GÍ  | HB  | HB  | KÍ  | KÍ  | NSÍ | NSÍ | Skála | Skála | VB/S | VB/S |
| ------------ | --- | --- | --- | --- | --- | --- | ---- | ---- | --- | --- | --- | --- | --- | --- | --- | --- | ----- | ----- | ---- | ---- |
| AB Argir     |     |     | 2:1 |     | 1:2 | 0:1 | 1:2  |      | 4:4 | 1:3 | 2:2 | 1:2 | 1:3 | 3:1 | 0:2 |     | 1:2   |       | 2:2  |      |
| B36 Tórshavn | 4:1 | 4:1 |     |     | 3:0 |     | 1:0  |      | 4:0 |     | 1:1 | 0:2 | 1:0 | 2:2 | 1:1 |     | 1:1   | 1:1   | 2:0  | 2:0  |
| B71 Sandur   | 1:0 |     | 1:2 | 1:0 |     |     | 2:3  | 1:4  | 1:1 | 2:3 | 2:1 |     | 3:3 |     | 0:1 | 1:3 | 0:2   |       | 0:0  |      |
| EB/Streymur  | 3:0 | 2:2 | 0:1 | 4:2 | 2:4 |     |      |      | 1:1 |     | 1:2 |     | 2:1 |     | 1:0 | 0:1 | 3:0   | 2:0   | 4:2  | 6:1  |
| GÍ Gøta      | 1:1 |     | 0:3 | 0:1 | 3:2 |     | 0:2  | 4:1  |     |     | 3:2 |     | 0:1 |     | 1:2 | 0:4 | 0:3   | 5:0   | 2:2  |      |
| HB Tórshavn  | 4:0 |     | 0:2 |     | 0:3 | 3:1 | 3:0  | 0:1  | 2:3 | 4:1 |     |     | 3:1 | 1:1 | 2:0 |     | 5:2   |       | 3:1  | 6:2  |
| KÍ Klaksvík  | 1:0 |     | 1:1 |     | 3:3 | 3:1 | 1:2  | 2:5  | 2:3 | 0:4 | 0:2 |     |     |     | 2:0 | 2:2 | 1:0   |       | 5:0  | 6:3  |
| NSÍ Runavík  | 2:1 | 2:1 | 3:0 | 1:1 | 3:0 |     | 1:1  |      | 3:1 |     | 1:0 | 2:1 | 3:1 |     |     |     | 3:1   | 1:2   | 5:2  | 3:1  |
| Skála ÍF     | 0:2 | 2:0 | 0:2 |     | 2:0 | 0:0 | 2:1  |      | 0:1 |     | 2:5 | 1:3 | 1:0 | 0:1 | 0:1 |     |       |       | 1:1  |      |
| VB/Sumba     | 1:0 | 1:2 | 0:4 |     | 1:4 | 2:3 | 1:2  |      | 0:1 | 2:4 | 0:0 |     | 1:0 |     | 1:2 |     | 0:1   | 0:1   |      |      |

## Torschützenliste
Bei gleicher Anzahl von Treffern sind die Spieler nach dem Nachnamen alphabetisch geordnet.
| Platz | Spieler                  | Mannschaft                       | Tore |
| ----- | ------------------------ | -------------------------------- | ---- |
| 1     | Sylla Amed Davy          | B36 Tórshavn                     | 18   |
| 2     | Paul Clapson             | KÍ Klaksvík                      | 14   |
| 2     | Arnbjørn T. Hansen       | EB/Streymur                      | 14   |
| 4     | Christian Lundberg       | GÍ Gøta                          | 13   |
| 5     | Sorin Anghel             | EB/Streymur                      | 11   |
| 5     | Rógvi Jacobsen           | HB Tórshavn                      | 11   |
| 5     | Clayton Nascimento       | B71 Sandur                       | 11   |
| 8     | Anderson Cardena         | NSÍ Runavík (9) B36 Tórshavn (1) | 10   |
| 9     | Andrew av Fløtum         | HB Tórshavn                      | 09   |
| 10    | Fróði Benjaminsen        | B36 Tórshavn                     | 08   |
| 10    | Christian Høgni Jacobsen | HB Tórshavn (3) NSÍ Runavík (5)  | 08   |
| 10    | Hans Pauli Samuelsen     | EB/Streymur                      | 08   |

Sylla Amed Davy gewann nach 1986 und 1989 als dritter Ausländer den Titel des Torschützenkönigs.

## Trainer
| Mannschaft   | Trainer                 | Spieltage |
| ------------ | ----------------------- | --------- |
| AB Argir     | Oddbjørn Joensen        | 01–11     |
| AB Argir     | Sigfríður S. Clementsen | 12–27     |
| B36 Tórshavn | Kurt Mørkøre            | 01–27     |
| B71 Sandur   | Dusan Mokan             | 01–11     |
| B71 Sandur   | Eli Hentze              | 12–27     |
| EB/Streymur  | Piotr Krakowski         | 01–27     |
| GÍ Gøta      | Petur Mohr              | 01–27     |
| HB Tórshavn  | Krzysztof Popczynski    | 01–14     |
| HB Tórshavn  | Heðin Askham            | 15        |
| HB Tórshavn  | Krzysztof Popczynski    | 16        |
| HB Tórshavn  | Albert Ellefsen         | 17–27     |
| KÍ Klaksvík  | Tony Paris              | 01–09     |
| KÍ Klaksvík  | Trygvi Mortensen        | 10        |
| KÍ Klaksvík  | Eyðun Klakstein         | 11–27     |
| NSÍ Runavík  | Jóhan Nielsen           | 01–27     |
| Skála ÍF     | Dragan Kovacevic        | 01–04     |
| Skála ÍF     | John Petersen           | 05–27     |
| VB/Sumba     | Predrag Prsic           | 01–27     |

Die Hälfte der Mannschaften wechselten Trainer aus, HB Tórshavn und KÍ Klaksvík sogar mehrmals. Für Skála ÍF zahlte sich dies am meisten aus, sie konnten sich vom zehnten auf den sechsten Platz verbessern. KÍ Klaksvík stieg um eine Position auf den siebten Platz, die übrigen Trainerwechsel hatten auf die Tabellenposition keine Auswirkungen.

## Spielstätten
| Mannschaft   | Stadion          | Spielort   |
| ------------ | ---------------- | ---------- |
| AB Argir     | Inni í Vika      | Argir      |
| B36 Tórshavn | Gundadalur       | Tórshavn   |
| B71 Sandur   | Inni í Dal       | Sandur     |
| EB/Streymur  | Við Margáir      | Streymnes  |
| GÍ Gøta      | Sarpugerði       | Norðragøta |
| HB Tórshavn  | Gundadalur       | Tórshavn   |
| KÍ Klaksvík  | Við Djúpumýrar   | Klaksvík   |
| NSÍ Runavík  | Við Løkin        | Runavík    |
| Skála ÍF     | Undir Mýruhjalla | Skáli      |
| VB/Sumba     | Á Eiðinum        | Vágur      |

## Schiedsrichter
Folgende Schiedsrichter, darunter einer aus Finnland, leiteten die 135 Erstligaspiele:
| Name                     | Stammverein | Spiele |
| ------------------------ | ----------- | ------ |
| Petur Reinert            | LÍF Leirvík | 21     |
| Dagfinn Olsen            | NSÍ Runavík | 20     |
| Eiler Rasmussen          | Skála ÍF    | 19     |
| Rúni Gaardbo             | B68 Toftir  | 18     |
| Lars Müller              | Royn Hvalba | 17     |
| Jens Petur Brattalíð     | VB/Sumba    | 16     |
| Ransin Napoleon Djurhuus | HB Tórshavn | 14     |
| Páll Augustinussen       | VB/Sumba    | 09     |
| Mikka Lähdesmäki         | –           | 01     |

## Die Meistermannschaft
In Klammern sind die Anzahl der Einsätze sowie die dabei erzielten Tore genannt.
| 1. | NSÍ Runavík |
|    | Anderson Cardena (14/9) \| Øssur M. Dalbúð (23/3) \| Debes Danielsen (6/1) \| Jóhan T. Davidsen (27/0) \| Hjalgrím Elttør (26/5) \| Jónhard Frederiksberg (27/6) \| Einar T. Hansen (27/3) \| Justinus R. Hansen (23/0) \| Óli Hansen (26/7) \| Christian Høgni Jacobsen (9/5) \| Sjúrður Jacobsen (26/1) \| Jens Martin Knudsen (27/0) \| Bogi Løkin (24/4) \| Jann Martin Mortensen (12/1) \| Brynjolvur Nielsen (2/0) \| Andy Ó. Olsen (25/3) \| Klæmint A. Olsen (5/0) \| Nenad Stanković (23/2) \| Tórður Thomsen (2/0) \| Pól Thorsteinsson (16/0) ohne Einsatz: Bergur Djurhuus \| Karl Løkin \| Predrag Stankovic - Trainer: Jóhan Nielsen |

## Auszeichnungen
Nach dem Saisonende gaben die Kapitäne und Trainer der zehn Ligateilnehmer sowie Pressemitglieder ihre Stimmen zur Wahl der folgenden Auszeichnungen ab:
- Spieler des Jahres: Nenad Stanković (NSÍ Runavík)
- Torhüter des Jahres: Jens Martin Knudsen (NSÍ Runavík)
- Trainer des Jahres: Jóhan Nielsen (NSÍ Runavík)
- Nachwuchsspieler des Jahres: Bogi A. Løkin (NSÍ Runavík)

## Nationaler Pokal
Im Landespokal gewann EB/Streymur mit 4:3 gegen HB Tórshavn. Meister NSÍ Runavík schied bereits in der zweiten Runde mit 1:2 nach Verlängerung gegen HB Tórshavn aus.

## Europapokal
2007/08 spielte HB Tórshavn als Meister des Vorjahres in der Qualifikation zur Champions League gegen FH Hafnarfjörður (Island). Das Hinspiel wurde mit 1:4 verloren, das Rückspiel endete 0:0.
EB/Streymur spielte in der Qualifikation zum UEFA-Pokal gegen Myllykosken Pallo -47 (Finnland). Das Hinspiel wurde mit 0:1 verloren, im Rückspiel konnte ein 1:1 erreicht werden.
B36 Tórshavn spielte als Pokalsieger des Vorjahres ebenfalls in der Qualifikation zum UEFA-Pokal gegen Ekranas Panevėžys (Litauen) und verlor mit 1:3 und 2:3.
KÍ Klaksvík nahm am UI-Cup teil. Im Hinspiel in der ersten Runde gegen Hammarby IF (Schweden) verlor KÍ mit 0:1, das Rückspiel wurde zu Hause mit 1:2 ebenfalls verloren.